# Höslwang
Höslwang település Németországban, azon belül Bajorországban. Lakosainak száma 1258 fő (2023. december 31.). Höslwang Eggstätt, Bad Endorf, Halfing és Amerang községekkel határos.

## Népesség
A település népessége az elmúlt években az alábbi módon változott:
| Lakosok száma | 654  | 926  | 821  | 934  | 1219 | 1252 | 1294 | 1301 | 1301 | 1258 |
|               | 1875 | 1950 | 1975 | 1987 | 2012 | 2014 | 2016 | 2017 | 2021 | 2023 |